# Comuna Ruseni, Edineț
Comuna Ruseni este o comună din raionul Edineț, Republica Moldova. Este formată din satele Ruseni (sat-reședință) și Slobodca.

## Demografie
Conform datelor recensământului din 2014, comuna are o populație de 2.121 de locuitori. La recensământul din 2004 erau 2.130 de locuitori.

## Administrație și politică
Componența Consiliului local Ruseni (11 consilieri), ales la 5 noiembrie 2023, este următoarea:
|  | Partid                                       | Consilieri | Componență | Componență | Componență | Componență | Componență | Componență | Componență | Componență |
|  | -------------------------------------------- | ---------- | ---------- | ---------- | ---------- | ---------- | ---------- | ---------- | ---------- | ---------- |
|  | Partidul Socialiștilor din Republica Moldova | 8          |            |            |            |            |            |            |            |            |
|  | Partidul Acțiune și Solidaritate             | 2          |            |            |            |            |            |            |            |            |
|  | Partidul „Renaștere”                         | 1          |            |            |            |            |            |            |            |            |

## Personalități născute aici
- Anatol Ciobanu (1934 - 2016), lingvist, membru corespondent al Academiei de Științe a Moldovei, lider al Forumului Democrat al Românilor din Republica Moldova;
- Valeriu Jinescu (n. 1940), inginer, profesor universitar.

### Cetățeni de onoare
- Radion Cucereanu,[6] autor de manuale, scriitor, membru al Uniunii Scriitorilor din Moldova, autor al trilogiei „Lacrimile românilor basarabeni”[7]